# NGC 1901
NGC 1901 је расејано звездано јато у сазвежђу Златна риба које се налази на NGC листи објеката дубоког неба.
Деклинација објекта је - 68° 26' 0" а ректасцензија 5h 17m 48,0s. Привидна величина (магнитуда) објекта NGC 1901 износи 13,6. NGC 1901 је још познат и под ознакама ESO 56-SC91, OCL 791, in LMC.